# Kurt Thinius
Kurt Thinius (* 27. Januar 1903 in Hertnek; † 6. Juli 1994) war ein deutscher Chemiker und Hochschullehrer. Sein Schwerpunkt war die Forschung zu Plastwerkstoffen. Darüber hinaus war er Volkskammerabgeordneter und Funktionär der DDR-Blockpartei LDPD.

## Leben
Geboren wurde Thinius zwar im damals österreichisch-ungarischen Hertnek. Sein Vater war der Herzoglich-Anhaltische Hofkammerobersekretär Max Thinius. Er besuchte aber die Volksschule und das Realgymnasium in Dessau. Nach bestandenem Abitur begann Thinius, an der Martin-Luther-Universität Halle-Wittenberg Chemie zu studieren. Das Studium beendete er als Diplom-Chemiker. Während des Studiums hatte er noch mit Lungentuberkulose zu kämpfen, die er erst 1925 überwand. 1927 wurde er mit der Dissertation Bestimmung der Umwandlungspunkte polymorpher kristalliner Flüssigkeiten mit der Roberts-Austenschen Differentialmethode bei Daniel Vorländer zum Dr. nat. promoviert. 
Anschließend fand er 1929 in der aufstrebenden mitteldeutschen Region, in der sich große Chemiebetriebe angesiedelt hatten, eine Anstellung bei der Deutschen Celluloidfabrik der IG Farben in Eilenburg, zunächst als wissenschaftlicher Assistent, später als Laborleiter. In dieser Zeit wurden verschiedene Patente unter seinem Namen angemeldet, besonders zu Polyvinylchlorid („Decelith“), aber auch zum Beispiel für Schallplattenaufzeichnung. Nach dem Krieg blieb Thinius zunächst in seinem Beruf tätig, wobei er sich vor allem um den schnellen Wiederaufbau der Eilenburger Zelluloidwerke verdient machte. 1946 trat er in die LDP ein. Im Auftrag des neugegründeten Ministeriums für Schwerindustrie baute er ab April 1950 für die VVB Lacke und Farben und die VVB Plasta ein gemeinsames Zentrallaboratorium in Magdeburg auf, welches Thinius leitete. 1954 entwickelte sich aus diesem Laboratorium das Institut für Chemie und Technologie der Plaste, welches 1955 nach Leipzig verlegt wurde. 1958 wurde dieses Institut in die Forschungsgemeinschaft der naturwissenschaftlichen, technischen und medizinischen Institute der Deutschen Akademie der Wissenschaften eingegliedert. In der Folge entwickelte sich Thinius zu einer wissenschaftlichen Kapazität in der Polymerforschung auf dem Gebiet der DDR. Zwischen 1954 und 1958 vertrat er zudem seine Partei als Abgeordneter in der Volkskammer. Ab dem Wintersemester 1962/63 hielt Thinius mehrere Semester lang Vorlesungen an der Universität Leipzig über makromolekulare Chemie. Darüber hinaus gründete er die Fachzeitschrift Plaste und Kautschuk, in der er an über 200 Veröffentlichungen beteiligt war. 1966 vereinigten sich das Institut für Kunststoffe in Berlin, das Institut für Physik und physikalische Chemie der Hochpolymer in Leipzig und Thinius’ Institut für chemische Technologie der Plaste in Leipzig zu einem Institut für organische Hochpolymere mit Sitz in Leipzig unter dem Dach der Deutschen Akademie der Wissenschaften. Die Leitung der Einrichtung wurde Thinius übertragen, der diese bis 1968 innehatte. In seinem Ruhestand, in dem er weiter veröffentlichte, gehörte Thinius von 1972 bis 1977 dem Zentralvorstand der LDPD an.
Er verfasste verschiedene Monographien zu Polymeren, darunter 1952 über die analytische Chemie von Kunststoffen, die Herman Mark in einer Rezension als höchst willkommene und nützliche Zusammenstellung von Methoden der qualitativen und quantitativen Analyse in der makromolekularen Chemie bezeichnete. Gleichzeitig führte er damit nach Mark das Wort Plaste in die Literatur ein, das in der DDR zusammen mit Elaste zum Synonym für Kunststoffe wurde.

## Ehrungen in der DDR
- 1963 Banner der Arbeit[7]

## Schriften
- Wissenschaftlich-technische Fortschrittsberichte auf dem Gebiete der nichthärtbaren Kunststoffe 1942 - 1945, Akademie Verlag 1950
- Hochpolymere : Herstellung, Eigenschaften und Anwendung als Kunststoffe, Leipzig: Fachbuchverlag 1952
- Analytische Chemie der Plaste (Kunststoff-Analyse), Springer 1952
- Anleitung zur Analyse der Lösungsmittel, Leipzig: Barth 1953
- Chemie, Physik und Technologie der Weichmacher: ein Handbuch für die Lack- und Plastindustrie, Verlag Technik 1960, 2. Auflage Deutscher Verlag der Grundstoffindustrie 1963
- Stabilisierung und Alterung von Plastwerkstoffen, 2 Bände, Berlin: Akademie Verlag 1969, Verlag Chemie 1969, 1971